# Hessellund Hede
 Hessellund Hede er et hedeområde der ligger op til Flyvestation Karup og omfatter en del af et stort militært øvelsesområde. Også denne hede udgøres primært af store ret tørre flader med hedelyng. I området er anlagt flere civile skydebaner og området bruges til træning af politiet og af politihunde. Militæret bruger selv området bl.a. til sprængningsareal. Heden er en del af Natura 2000 -område nr. 40 Karup Å, Kongenshus og Hessellund Heder og udgør habitatområde H227. Habitatområdet Hessellund Hede udgør et areal på 1.123 hektar og består af enkelte mindre søer, enkelte vandløb. Området ligger på begge sider af den gamle grænse mellem Viborg og Ringkøbing Amter. Arealet er et af landets største med sammenhængende lyngheder, domineret af tør hede, hvoraf en del er tilgroet med græsarten blåtop og træopvækst, som dog vil blive fjernet i forbindelse med en igangværende pleje for området.

## Eksterne kilder og henvisninger
1. ↑  Blåtop på Flyvestation Karup. forsvaret.dk

- Naturstyrelsen  Arkiveret 3. september 2012 hos  Wayback Machine om Naturplanen
- Basisanalysen for Natura 2000-planen
- Kort over H227 Arkiveret 29. januar 2022 hos  Wayback Machine på fugleognatur.dk

|  | Denne artikel om lokaliteten Hessellund Hede kan blive bedre, hvis der indsættes et (bedre) billede. Du kan hjælpe ved at afsøge Wikimedia Commons for et passende billede eller lægge et op på Wikimedia Commons med en af de tilladte licenser og indsætte det i artiklen. |

56°19′13.92″N 9°4′48.72″Ø / 56.3205333°N 9.0802000°Ø